# Indie (subcultura contemporánea)
La cultura indie deviene de la llamada música independiente,  en la década de los años ochenta. Es precisamente a partir del término independent que surge el concepto indie, abarcando a todas aquellas propuestas que se ubican fuera de los límites de lo sugerido por la cultura principal o mainstream. 
Actualmente, el término se retoma para denominar a un grupo de la población que está compuesto en su mayoría por jóvenes y adolescentes que comparten un estilo, una ideología, una forma de ser y estar en el mundo. O dicho de otra forma: un modo de vida caracterizado por rechazar aquellas formas imperantes en determinado contexto e influenciados por los aspectos que menos se evidencian dentro de dicha cultura dominante.

## Historia
Esta subcultura contemporánea llamada indie tiene sus orígenes en la música independiente, surgida a partir del pensamiento de dejar de lado lo dictaminado por la cultura mainstream y crear su propio camino fuera de las fórmulas previamente concebidas para alcanzar el éxito. Este término comenzó a ser utilizado durante los años 80 para denominar a la música post-punk y se popularizó durante los años noventa.
Este tipo de música no engloba un único género sino que su característica principal consiste en tener sus propios medios de producción, distribución así como de consumo y abarca a todas aquellas propuestas que no tienen un lugar inmediato en la gran industria. En un sentido más amplio, la música se desarrolla a partir de los recursos con los que cuentan los propios músicos. Las más nuevas corrientes de música Indie como "Arte por el arte" o "Arte veraz" alcanzan paradigmas donde ya no se busca alcanzar el éxito o fama mundial, sino expresar el arte y las ideas de los creadores. El mayor exponente de este enfoque fue The Melodream, en el cual el fin prematuro de la banda fue parte de un relato artístico y político por la paz, donde además se reivindica y reconcilia lo académico con lo popular.
Casi siempre la música independiente surge en espacios locales y va dirigida a un público con características específicas, generando mercados alternativos que llegan a un público dispuesto a probarlos, ya que la música que brindan trata de cubrir necesidades que van más allá de lo ofrecido por la cultura dominante, aunque en ciertas ocasiones se puede lograr que su oferta se vuelva translocal. Lo anterior abre un debate entre los músicos independientes, debido a que si ciertos grupos logran establecer contratos con las disqueras principales y su música se produce bajo lo que éstas dictaminan, algunos piensan que se estaría contradiciendo el precepto principal de la música indie, que tiene que ver con el Hazlo tu mismo (Do It Yourself) y hasta se correría el riesgo de caer en el star system. Entre los grupos españoles de tipo "indie" se encuentran, Los Planetas, Bilbao BBK, Interpol.
En la Argentina, existe una legendaria banda de rock llamada Patricio Rey y sus redonditos de ricota, la cual se inició en 1976 y alcanzó una inmensa popularidad en la década del '90. Este grupo de artistas logró el éxito sin patrocinadores y sin financiamiento de discográficas. Todos sus discos fueron editados con un sello propio e incluso rechazaron ofertas millonarias para salir en televisión.
Aprovechando el tirón de la música y la cinematografías "indies" caracterizadas por su independencia de la industria, en la literatura también se ha abierto una brecha de autores independientes, aquellos que, saltándose las normas de la industria editorial, han conseguido autopublicar varios libros y tener numerosos lectores. A ello ha contribuido la existencia de plataformas de autopublicación y certámenes como el concurso literario Indie.

## Caracterización
Existen muchas perspectivas acerca de cómo identificar a lo indie, incluso dentro de la industria musical. Esto debido a que no tienen un look definido, sino que en ocasiones puede ser un atuendo con diferentes combinaciones, incluso se ha llegado a hablar de un estilo sin estilo o no estilo. Sin embargo su forma de vida parte de algunos ejes que podríamos resumir en: independencia, creatividad y rechazo a lo establecido.
El indie se caracteriza por el afán de autonomía. La influencia del DIY, Do It Yourself (hágalo usted mismo, en español), es importante para el indie. Para esta moda, la filosofía incluye, en cierta medida, el rechazo a las corrientes mercaderistas y a la masificación de la tendencia.
En la moda, lo indie se refiere a un estilo que busca ser único, sin perder la jovialidad, y no sigue las tendencias que dicta el mercado. Se puede decir que los indie utilizan un estilo ecléctico, cambiante y difícil de definir, que mezcla diferentes tendencias modernas y retro, en especial retoman la moda de los años ochenta, todo esto en busca de un “estilo propio”. Incluso algunos de los jóvenes que siguen esta tendencia suelen fabricar sus propios productos de uso personal.
La influencia de su vestir se remonta a lo retro donde predominan artículos como camisetas de rayas, blazers, vaqueros ajustados o desgastados, suéteres tipo cárdigan, bufandas, pañoletas y ropa retro. Dentro de los productos de preferencia de la cultura indie se incluyen camisetas de corte bajo con cuello en uve, abrigos, pantalones cortos de mezclilla y las camisetas que recuerden a los años noventa, así como también los pantalones a la cintura y las pajaritas que son muy populares en esta corriente. En el caso de las mujeres el maquillaje es una característica de la estética indie, pues se basa en mantener un rostro muy natural en el que los ojos toman el protagonismo, aportando la nota de singularidad. Se utilizan vestidos y medias con estampados, sombreros con toques masculinos, flores y trenzas en el cabello. Tanto hombres como mujeres suelen recurrir al uso de anteojos de pasta, tanto si requieren de su uso como si no.
El calzado es un punto importante de esta moda, se puede decir que es flexible, donde se pueden destacar zapatos tipo bailarina, mocasines, botas o tenis tipo Converse. Para esta moda es importante estar fuera del mainstream, que son las corrientes comunes o prefabricadas, por lo que las grandes marcas registradas no gozan de gran aceptación.